# DIVE (松田樹利亜のアルバム)
『DIVE』（ダイブ）は松田樹利亜の5枚目のアルバム。

## 概要
本作以降、鈴木慎一郎を専属的な作詞・作曲・プロデュースを担当し、2人3脚体制で行う。

## 収録曲
1. 五月雨
2. 刹那ハンター
3. Bluesy Night
4. Crash All Liar
5. Hysteric Blue Town
6. SPARK
7. もっと
8. Ride Out
9. SURVIVE
10. 夢望・灰・絶命
11. Listen to tired heart
12. REALIZE

作詞：松田樹利亜　作曲・編曲：鈴木慎一郎